# Broby
Broby este un oraș în Suedia.

## Demografie
| \| Evoluția demografică a zonei urbane Broby, 1970–2015 \| Evoluția demografică a zonei urbane Broby, 1970–2015 \| Evoluția demografică a zonei urbane Broby, 1970–2015 \| Evoluția demografică a zonei urbane Broby, 1970–2015 \| Evoluția demografică a zonei urbane Broby, 1970–2015 \| \| --------------------------------------------------------------------------------------- \| ---------------------------------------------------- \| ---------------------------------------------------- \| ---------------------------------------------------- \| ---------------------------------------------------- \| \| An \| \| \| Locuitori \| \| \| 1970 \| 1970 \| \| 2.760 \| 2.760 \| \| 1975 \| 1975 \| \| 3.019 \| 3.019 \| \| 1980 \| 1980 \| \| 3.124 \| 3.124 \| \| 1990 \| 1990 \| \| 3.110 \| 3.110 \| \| 1995 \| 1995 \| \| 3.115 \| 3.115 \| \| 2000 \| 2000 \| \| 2.955 \| 2.955 \| \| 2005 \| 2005 \| \| 2.931 \| 2.931 \| \| 2010 \| 2010 \| \| 2.920 \| 2.920 \| \| 2015 \| 2015 \| \| 3.104 \| 3.104 \| \| Sursa: SCB - Statistika Centralbyrån, Folkmängden per tätort. Vart femte år 1960 - 2016 \| \| \| \| \| |      |  |           |       |
| Evoluția demografică a zonei urbane Broby, 1970–2015 |      |  |           |       |
| An |      |  | Locuitori |       |
| 1970 | 1970 |  | 2.760     | 2.760 |
| 1975 | 1975 |  | 3.019     | 3.019 |
| 1980 | 1980 |  | 3.124     | 3.124 |
| 1990 | 1990 |  | 3.110     | 3.110 |
| 1995 | 1995 |  | 3.115     | 3.115 |
| 2000 | 2000 |  | 2.955     | 2.955 |
| 2005 | 2005 |  | 2.931     | 2.931 |
| 2010 | 2010 |  | 2.920     | 2.920 |
| 2015 | 2015 |  | 3.104     | 3.104 |
| Sursa: SCB - Statistika Centralbyrån, Folkmängden per tätort. Vart femte år 1960 - 2016 |      |  |           |       |